# BLC Sparta Praha
BLC Sparta Praha (Basket Ladies Club Sparta Praha) je český ženský basketbalový klub, který sídlí v pražském Bubenči. Oddíl basketbalu ve všesportovním klubu Sparta Praha vznikl v roce 1939. K úspěchům klubu v basketbalu žen patří ze 47 ročníků československé basketbalové ligy žen celkem 23 titulů mistra Československa (1948–1950, 1952–1953, 1958, 1963, 1966–1969, 1971–1972, 1974–1981, 1986–1987), dále 11 druhých míst (1950/51, 1951, 1956–1957, 1964, 1970, 1973, 1982–1984, 1991) a 6 třetích míst (1959–1961, 1985, 1988–1989), tedy celkem 40 medailových umístění. V československé basketbalové lize žen v letech 1947 až 1992 jen sedmkrát ženy Sparty Praha zůstaly bez medaile. Družstvo žen Sparty Praha v historické tabulce československé basketbalové 1. ligy žen je na prvním místě před ZVVZ USK Praha a třetím Slovanem Bratislava.
Ve FIBA Poháru evropských mistrů v basketbale žen basketbalové družstvo žen Sparty Praha v roce 1976 zvítězilo, pětkrát skončilo ve finále na druhém místě (1964, 1967, 1968, 1972, 1978) a pětkrát bylo semifinalistou poháru (1959 1970 1973 1975 1977).
Po roce 1990 se TJ Sparta ČKD Praha rozdělila na samostatné sportovní kluby a bylo vytvořeno jejich sdružení Asociace Sparta Praha. V roce 1991 vznikl samostatný BC Sparta Praha a v roce 1992 došlo k jeho rozdělení na Basket Club Sparta Praha (BC Sparta Praha) — basketbal muži a Basket Ladies Club Sparta Praha (BLC Sparta Praha) — basketbal žen.
Samozvaným nástupcem činnosti basketbalové Sparty je klub BA Sparta Praha, založený v roce 2001 pod názvem První Basketbalová Akademie ČR. Ten se názvem odkazuje na historii staré Sparty jak v mužském, tak i ženském basketbalu, aniž by s těmito kluby měl něco společného. Ovšem i tak je členem Asociace sportovních klubů AC Sparta Praha. Dalším klubem se Spartou v názvu je Basketball School Sparta, který byl založen v roce 2007 a zaměřuje se čistě na mládežnický basketbal.

## Historické názvy
Zdroj: 
- 1939 – AC Sparta (Athletic Club Sparta)
- 1948 – AC Sparta Bubeneč (Athletic Club Sparta Bubeneč)
- 1949 – Sokol Bratrství Sparta
- 1951 – Sparta ČKD Praha (Sparta Českomoravská Kolben Daněk Praha)
- 1953 – TJ Spartak Praha Sokolovo (Tělovýchovná jednota Spartak Praha Sokolovo)
- 1965 – TJ Sparta ČKD Praha (Tělovýchovná jednota Sparta Českomoravská Kolben Daněk Praha)
- 1990 – TJ Sparta Praha (Tělovýchovná jednota Sparta Praha)
- 1991 – BC Sparta Praha (Basketball Club Sparta Praha)
- 1993 – BLC Sparta Praha (Basketball Ladies Club Sparta Praha)
- 1999 – BK Mottl Glass Praha (Basketbalový klub Mottl Glass Praha)
- 2000 – BLC Sparta Quelle Praha (Basketball Ladies Club Sparta Quelle Praha)
- 2001 – BLC Sparta Praha (Basketball Ladies Club Sparta Praha)

## Nejvýznamnější funkcionáři historie basketbalu Sparty
Mezi významné funkcionáře v historii klubu patří Václav Jeřábek, Josef Ezr, Miloslav Kříž, Pavel Majerík, Josef Klíma, Lubomír Bednář, Hana Ezrová, Cyril Mandel, Vladimír Heger, Zdeněk Miškovský, dále trenéři ligového družstva žen Zbyněk Kubín, Lubomír Dobrý, Karel Herink, Petr Pajkrt, Ludvík Růžička, Lubor Blažek a Milena Jindrová.
- Václav Jeřábek, první předseda oddílu basketbalu Sparty Praha (1939–1952), byl do roku 1946 jedním z náčelníků Československého volejbalového a basketbalového svazu a významně se podílel jak na založení mezinárodní volejbalové federace FIVB, tak samostatného Československého basketbalového svazu v roce 1946.[9]
- Josef Ezr, druhý předseda oddílu basketbalu Sparty Praha (1952–1990, tedy 38 let !), byl hráčem Sparty Praha (1948–1959), reprezentoval Československo a dosáhl významných úspěchů: 1946 Ženeva mistr Evropy, 1947 akademický mistr světa a stříbrná medaile z ME mužů 1947 v Praze, dvakrát startoval na Olympijských hrách (1948 a 1952), reprezentoval Československo ve 40 utkáních. Jeho manželka Hana Ezrová-Kopáčková byla hráčkou Sparty Praha a kapitánkou československého reprezentačního družstva žen.
- Miloslav Kříž, dlouholetý trenér žen Sparty Praha a reprezentačního družstva žen Československa, prezident BC Sparta Praha (1990–1992), patří mezi nejvýznamnější sportovní funkcionáře československé sportovní historie v mezinárodním měřítku. V letech 1956 až 2000 působil ve významných funkcích v mezinárodní basketbalové federaci FIBA a její evropské zóně FIBA Europe, z toho v letech 1980 až 1990 byl členem Světového vedení FIBA a předsedou Světové ženské komise FIBA. V roce 1957 vedl komisi FIBA a předložil návrh na organizaci basketbalových klubových pohárů v Evropě. Na devátém zasedání Světového vedení FIBA v roce 2002 byl oceněn jeho významný podíl na činnosti, propagaci a rozvoji basketbalu Řádem FIBA „Za zásluhy o rozvoj světového basketbalu“.

## Trenéři a nejvýznamnější hráčky historie basketbalu Sparty
Úspěchy basketbalu Sparty dokumentují jak výsledky v 1. lize: 40 medailových umístění družstva žen a 22 družstva mužů, tak zařazení celé řady hráček a hráčů do státní reprezentace Československa a České republiky.
Mezi nejvýznamnější v historii basketbalu Sparty Praha patří hráčky, které hrály za reprezentační družstvo Československa nebo České republiky na světových a evropských soutěžích (Olympijské hry, mistrovství světa, mistrovství Evropy):
- Hana Ezrová-Kopáčková (*26.03.1927) • Milena Vecková-Blahoutová (*30.01.1933)
- Eva Sládečková-Preussová (*26.01.1923) • Ludmila Havlová-Šolcová (*18.07.1925) • Lucie Chytilová-Scheinostová (1927–2014) • Eva Vančurová-Frágnerová (*22.09.1928) • Miroslava Kinská-Hejná (*11.01.1929) • Helena Adamírová-Mázlová (*15.06.1929)

- Jiřina Štěpánová (*27.03.1930) • Zdeňka Ladová-Kopanicová (*16.09.1931) • Olga Fikotová (*13.01.1932) • Eva Křížová-Dobiášová (*25.12.1933) • Ludmila Ordnungová-Lundáková (*16.08.1934) • Helena Doležalová (*27.07.1938) • Sylva Richterová (*30.12.1938)

- Marta Kreuzová-Melicharová (*24.06.1941) • Eva Polívková (*30.09.1942) • Hana Polívková (*30.09.1942) • Pavla Gregorová-Holková (*09.05.1943) • Marie Zahoříková-Soukupová (*14.11.1943) • Alena Rottová (09.11.1944) • Jana Doležalová-Zoubková (*21.09.1948) • Hana Doušová-Jarošová (*05.03.1949) • Naďa Coufalová (*20.06.1949)

- Magda Houfková-Jirásková *(25.05.1950) • Ivana Kořínková-Kolínská (*20.10.1950) • Martina Pechová-Jirásková (*20.03.1952) • Dana Klimešová-Ptáčková (*28.05.1952) • Jitka Hojerová-Kotrbatá (*18.10.1953) • Helena Reichová-Šilhavá (*19.05.1954) • Ludmila Chmelíková (*30.01.1955) • Alena Weiserová-Kopecká (07.06.1956) • Dana Hojsáková (*14.01.1958) • Ivana Třešňáková (*21.02.1958) • Jana Stibůrková-Menclová (*20.08.1959) • Eva Kotrbatá-Hlaváčová (*23.11.1959)

- Hana Brůhová-Peklová (*24.05.1960) • Zora Brziaková (*14.03.1964) • Svatava Faifrová-Kysilková (*29.12.1964) • Eva Blažková-Kalužáková (*03.05.1965) • Irma Valová (*26.07.1965) •

- Eva Pelikánová-Antoníková (*20.05.1975), sezóny 1992–1994
- Jana Veselá (*31.12.1983), sezóna 2000/2001

U ligového družstva žen v letech 1947–1992 postupně působilo jedenáct hlavních trenérů:
- 1947–1951 : Miloslav Kříž : 5 sezón, 3× mistr (1948–1950), 2× 2. místo (1950/51, 1951)
- 1952–1954 : Josef Ezr : 3 sezóny, 2× mistr (1952, 1953), 4. místo (1954)
- 1954–1955 : Miloslav Kříž : 1 sezóna, 5. místo (1955)
- 1955–1957 : Jiří Adamíra : 2 sezóny, 2× 2. místo (1956–1957)
- 1957–1964 : Miloslav Kříž : 7 sezón, 2× mistr (1958, 1963), 2. místo (1964), 3× 3. (1959–1961), 6. (1962)
- 1964–1965 : Jiří Baumruk : 1 sezóna, 4. místo (1965)
- 1965–1972 : Zbyněk Kubín : 7 sezón, 6× mistr (1966–69, 1971–1972), 2. místo (1970)
- 1972–1978 : Lubomír Dobrý : 6 sezón, 5× mistr (1974–1978), 2. místo (1973), vítěz Poháru evropských mistrů 1976
- 1978–1981 : Karel Herink : 3 sezóny, 3× mistr (1979–1981)
- 1981–1986 : Petr Pajkrt : 6 sezón, mistr (1985–1986), 3× 2. místo (1982–1984), 3. (1985)
- 1986–1990 : Ludvík Růžička : 4 sezóny, mistr (1986-7), 2× 3. místo (1987–1989), 5. (1990)
- 1990–1992 : Lubor Blažek : 2 sezóny, 2. místo (1991), 5. (1992)
- 1992–1993 : Milena Jindrová : 1 sezóna, 12. (1993)

Miloslav Kříž za celkem 13 sezon s týmem má 11 medailových umístění: 5× mistr Československa, 3× 2. místo, 3× 3. místo.

## FIBA evropské basketbalové poháry žen
Sparta Praha se zúčastnila celkem 24 ročníků FIBA evropských pohárů klubů v basketbale žemm, z toho 18 ročníků FIBA Poháru evropských mistrů a 6 ročníků FIBA poháru Liliany Ronchetti.

### FIBA Pohár mistrů Evropských zemí (PMEZ) - Euroliga žen
Ve FIBA Poháru evropských mistrů v období 1959 až 1992 se uskutečnilo 35 ročníků poháru, Sparta Praha se zúčastnila 18 ročníků, měla šest účastí ve finále poháru, zvítězila v ročníku 1976 a šestkrát skončila na 2. místě (1964 1967 1968 1972 1975 1978), čtyřikrát se probojovala do semifinále (1959 1970 1973 1977) a sedmkrát do čtvrtfinálové skupiny (1969 1979 1980 1981 1982 1987 1988). Je v historii tohoto poháru za Daugawa Riga druhým nejúspěšnějším týmem.
Od sezony 1996–97 se změnil název soutěže na FIBA EuroLeague Women (FIBA Euroliga žen).

## Sparta Praha, účast a výsledky v jednotlivých ročnících
- 1959 ve čtvrtfinále vyřadila AS Montferrandaise, Francie (34:37, 50:30), v semifinále vyřazena od Slavia Sofia, Bulharsko
  - 01.04.1959 doma 60:77 (28:42), body: Štěpánová 23, Lundáková 15, Sazimová 12, Hegerová 4, Ezrová 3, Lodrová 2, Stehnová 1
  - 25.04.1959 venku 45:60 (24:28), body: Štěpánová 14, Hegerová 14, ,Lundáková 7, Ezrová 4, Vecková 4
- 1964 postup přes Blue Star Amsterdam, Holandsko (66:58, 77:43), ve čtvrtfinále THW 1846 Heidelberg, Německo (83:61, 98:33), v semifinále Crvena Zvezda Beograd, Jugoslávie (75:59, 77:54) a skončila na 2. místě po porážce ve finále od Daugawa Riga, Sovětský svaz rozdílem skóre ze 2 zápasů, 12.03.1964 doma 58:63 (34:27) a 26.03.1964 venku 43:40 (26:24)
- 1967 postup přes CS Ankara, Turecko (70:25, 108:23), Blue Stars Amsterdam, Holandsko (76:49, 92:69), ve čtvrtfinále Recoaro Vicenza, Itálie (75:52, 70:46), v semifinále Wisla Krakow, Polsko (58:61, 66:59) a skončila na 2. místě po porážce ve finále od Daugawa Riga, Sovětský svaz v únoru 1967 doma 41:56 (26:27) a 01.03.1967 venku 52:55 (25:26)
- 1968 postup přes Ruter Stockholm, Švédsko (79:44, 71:28), Standard Liege, Belgie (72:52, 69:38), ve čtvrtfinálové skupině MTK Budapest, Maďarsko (69:47, 57:48) a LKS Lodž, Polsko (62:70, 65:45), v semifinále Recoaro Vicenza, Itálie (75:41, 50:59) a skončila na 2. místě po porážce ve finále od Daugawa Riga, Sovětský svaz 18.04.1968 45:76 (20:41) a 25.04.1968 48:57 (21:33)
- 1969 v osmifinále přes CUC Clermont Ferrand, Francie (53:54, 78:64), ve čtvrtfinálové skupině Politehnica Bucuresti, Rumunsko (72:58, 63:61), ale neodehrála zápasy proti Akademik Sofia, Bulharsko
- 1970 postup přes Ruter Stockholm, Švédsko (73:33, 87:47), Firestone Vídeň, Rakousko (73:50, 62:47), ve čtvrtfinálové skupině CUC Clermont Ferrand, Francie (49:42, 59:70) a Akademik Sofia, Bulharsko (59:60, 58:44), a vyřazena v semifinále proti Wisla Krakov, Polsko (52:54, 48:55)
- 1972 postup přes Fiat Stars Amsterdam, Holandsko (87:80, 81:49), ve čtvrtfinálové skupině (na 2. místě) Daugawa Riga, Sovětský svaz (53:91, 55:74), Egyeteres Budapest, Maďarsko (82:77, 95:54) a Maritsa Plovdiv, Bulharsko (68:39, 57:81), v semifinále CUC Clermont Ferrand, Francie (67:54, 43:53) a skončila na 2. místě po porážce ve finále od Daugawa Riga, Sovětský svaz 21.03.1972 59:80 (25:32) a 06.04.1972 59:86 (28:40)
- 1973 postup přes SC 05 Gottingen, Německo (86:42, 92:47), ve čtvvvrtfinálové skupině (na 2. místě) Vozdovac Beograd, Jugoslávie (70:60, 93:27), CUC Clermont Ferrand, Francie (65:57, 61:70) a SC Minor Pernik, Bulharsko (57:42, 59:65), v semifinále vyřazena Daugawa Riga, Sovětský svaz (40:62, 61:88)
- 1975 postup přes Gerard de Lange Amsterdam, Holandsko (66:50, 52:49), ve čtvrtfinálové skupině (na 2. místě) Maritsa Plovdiv, Bulharsko (76:57, 69:59), Daugawa Riga, Sovětský svaz (71:90, 71:81) a Hellas Dames Gent, Belgie (86:27, 107:36), v semifinále vyřadila CUC Clermont Ferrand, Francie (100:58, 57:87) a skončila na 2. místě po porážce ve finále od Daugawa Riga (56:72. 59:87)
- 1976 ve čtvrtfinálové skupině (na 1. místě) Vozdovac Beograd, Jugoslávie (97:65, 80:49), Wisla Krakov, Polsko (80:55, 75:78) a Akademik Sofia, Bulharsko (69:69, 49:71), v semifinále Geas Sesto San Giovanni, Itálie (73:56, 59:49) a po vítězství ve finále nad CUC Clermont Ferrand, Francie (55:58, 77:57) Sparta Praha vítězem FIBA Poháru evropských mistrů v basketbale žen 1976
- 1977 ve čtvrtfinálové skupině (na 1. místě) IEFS Bucuresti, Rumunsko (85:61, 87:83), Geas Sesto San Giovanni, Itálie (48:68, 83:62) a Akademik Sofia, Bulharsko (88:82, 80:56), v semifinále vyřazeni od CUC Clermont Ferrand, Francie (65:73, 56:71)
- 1978 postup přes Soedertaelje, Švédsko (86:68, 101:37), ve čtvrtfinálové skupině (na 1. místě) Celta Vigo, Španělsko (80:57, 54:61), Geas Sesto San Giovanni, Itálie (64:57, 53:71) a IEFS Bucuresti, Rumunsko (79:65, 113:63), v semifinále Minior Pernik, Bulharsko (60:61, 71:69) a skončila na 2. místě po porážce ve finále 30.03.1978 od Geas Sesto San Giovanni, Itálie 66:74 (37:36)
- 1979 ve čtvrtfinálové skupině (na 3. místě) Minior Pernik, Bulharsko (68:70, 82:76), Intima Barcelona, Španělsko (87:78, 82:84) a BSE Budapest, Maďarsko (66:71, 71:75)
- 1980 postup přes Oestelbergen Stars (87:56, 81:40), ve čtvrtfinálové skupině (na 3. místě) Crvena Zvezda Beograd, Jugoslávie (76:54, 69:83), Bayer Leverkusen, Německo (88:63, 68:72) a FIAT Torino, Itálie (56:63, 79:60)
- 1981 postup přes Kokside, Belgie (94:77, 76:48), Picadero Comansi Barcelona, Španělsko (73:42, 76:53), ve čtvrtfinálové skupině (na 3. místě) Crvena Zvezda Beograd, Jugoslávie (55:69, 63:70), Levski-Spartak Sofia, Bulharsko (90:71, 59:82) a Delta Lloyd Amsterdam, Holandsko (71:49, 87:53)
- 1982 postup přes Lahden Sampo Lahti, Finsko (96:63, 102:77), ve čtvrtfinálové skupině (na 3. místě) BSE Budapest, Maďarsko (78:85, 55:79), Agon 08 Dusseldorf, Německo (85:85, 90:72) a Daugawa Riga, Sovětský svaz (59:81, 71:80)
- 1987 postup přes Elitzur Tel-Aviv, Izrael (53:52, 100:60), ve čtvrtfinálové skupině (na 3. místě) Levski-Spartak Sofia, Bulharsko (62:67, 87:102), Agon 08 Dusseldorf, Německo (62:70, 82:75) a SF Versailles, Francie (72:59, 60:69)
- 1988 postup přes Raventos Catasus Tortosa, Španělsko (66:59, 77:62), ve finálové skupině (na 5. místě) Dinamo Novosibirsk, Sovětský svaz (76:89, 76:70), SF Versailles, Francie (73:82, 77:61), Primigi Vicenza, Itálie (77:92, 73:77), Agon 08 Dusseldorf, Německo (60:93, 91:76) a Jedinstvo Tuzla, Jugoslávie (68:79, 88:93)

### FIBA Evropský pohár Liliany Ronchetti– basketbal ženy
Sparta Praha startovala v 7 ročnících FIBA Poháru Liliany Ronchetti (basketbal ženy), z toho pětkrát hrála ve čtvrtfinálové skupině:
- 1983 zápasy ve čtvrtfinálové skupině (na 2. místě) BSE Budapest, Maďarsko (81:79, 65:85) a AS Monferrandaise, Francie (88:65, 111:67)
- 1984 postup přes Cluj-Napoca, Rumunsko (81:84, 74:66), ve čtvrtfinálové skupině (na 2. místě) Vileurbanne, Francie (79:66, 71:74), SS Bata Roma, Itálie (63:62, 81:87)
- 1986 zápasy ve čtvrtfinálové skupině (na 3. místě) Dinamo Novosibirsk, Sovětský svaz (83:87, 58:99), Lokomotiv Sofia, Bulharsko (56:72, 70:90)
- 1989 postup přes Riento Turku, Finsko (84:53, 89:55), Zeleznicar Sarajevo, Jugosláviiie (80:82, 105:77), ve čtvrtfinálové skupině (na 3. místě) Crvena Zvezda Beograd, Jugosláviiie (55:82, 68:81), Enichem Priolo Trogylos, Itálie (61:90, 74:86)
- 1990 postup přes Minor Pernik, Bulharsko (63:79, 91:74), ve čtvrtfinálové skupině (na 4. místě) Primigi Parma, Itálie (66:78, 69:71), Dinamo Volgograd, Sovětský svaz (63:73, 60:83), Racing Paris, Francie (65:76, 69:80)
- 1993 postup přes GAK-PSK Graz, Rakousko (79:50, 93:61), vyřazena ve III.kole od VIVO-Will Wood Vicenza (71:99, 67:76), oba zápasy hrány v Itálii
- 1994 vyřazena od ZKK Rogaska Slatina, Slovinsko (84:75, 80:110) a 1995 vyřazena od MTK Polfa, Polsko (54:84, 70:70)

## Basketbalová liga, počet účastníků, umístění, trenéři, hráčky

### Československá basketbalová liga 1947–1992
Zdroj: 
Legenda: ZČ – základní část, červené podbarvení – sestup, zelené podbarvení – postup, fialové podbarvení – reorganizace, změna skupiny či soutěže
| Československo (1947 – 1992) |     |                  |                   | |
| sezóna                       | úč. | um.              | trenér            | hráči, od roku 1962 též body hráček |
| 1947/48                      | 3   | Zlatá medaile    | M. Kříž           | Eva Preussová, Ludmila Šolcová, Merhautová, Eva Frágnerová, Lucie Scheinostová, Miroslava Hejná, Zdeňka Kopanicová |
| 1948/49                      | 8   | Zlatá medaile    | M. Kříž           | Eva Preussová, Ludmila Šolcová, Merhautová, Eva Frágnerová, Lucie Scheinostová, Miroslava Hejná, Zdeňka Kopanicová |
| 1949/50                      | 9   | Zlatá medaile    | M. Kříž           | Eva Preussová, Ludmila Šolcová, Merhautová, Eva Frágnerová, Lucie Scheinostová, Miroslava Hejná, Zdeňka Kopanicová |
| 1950/51                      | 10  | Stříbrná medaile | M. Kříž           | Ludmila Šolcová, Frágnerová, Hejná, Kopanicová, Ramešová |
| 1951                         | 8   | Stříbrná medaile | M. Kříž           | Šolcová, Frágnerová, Kopanicová, Ramešová, Chytilová-Scheinostová,Kinská, Preussová |
| 1952                         | 8   | Zlatá medaile    | J. Ezr            | Šolcová, Vančurová-Frágnerová, Kopanicová, Ramešová, Chytilová-Scheinostová, Kinská, Preussová, Dobiášová, Blahoutová |
| 1953                         | 8   | Zlatá medaile    | J. Ezr            | Blahoutová, Šolcová, Vančurová-Frágnerová, Kopanicová, Ramešová, Kinská, Preussová, Dobiášová, Janďourková |
| 1953/54                      | 8   | 4.               | J. Ezr            | Blahoutová, Kopanicová, Ramešová, Janďourková, Fikotová, Mlynářová, Slavíková, Tonarová, Havlová, Fejfarová, Knapová, Suchopárová                                                                                                |
| 1954/55                      | 10  | 5.               | M. Kříž           | Blahoutová, Kopanicová, Ramešová, Janďourková, Slavílková, Tonarová, Lundáková, Neradová, Svozilová |
| 1955/56                      | 9   | Stříbrná medaile | Jiří Adamíra      | Blahoutová, Janďourková, Slavílková, Lundáková, Neradová, Mázlová, Štěpánová, Ezrová-Kopáčková, Zívrová, Miloslava Kasová, Holubová, Fikotová, Hrašová                                                                           |
| 1956/57                      | 12  | Stříbrná medaile | Jiří Adamíra      | Vecková-Blahoutová, Janďourková, Lundáková, Mázlová, Štěpánová, Ezrová-Kopáčková, Zívrová, Holubová, Miškovská |
| 1957/58                      | 12  | Zlatá medaile    | M. Kříž           | Vecková-Blahoutová, Lódrová-Janďourková, Lundáková, Mázlová, Štěpánová, Ezrová-Kopáčková, Fárová-Holubová,Šustová, Paličková |
| 1958/59                      | 12  | Bronzová medaile | M. Kříž           | Vecková-Blahoutová, Lódrová-Janďourková, Lundáková, Štěpánová, Ezrová-Kopáčková, Fárová-Holubová, Hegerová-Šuckrdlová, Myslíková-Stehnová                                                                                        |
| 1959/60                      | 12  | Bronzová medaile | M. Kříž           | Vecková-Blahoutová, Lódrová-Janďourková, Lundáková, Štěpánová, Ezrová-Kopáčková, Fárová-Holubová, Hegerová-Šuckrdlová, Myslíková-Stehnová, Sazimová, Doležalová, Edlová                                                          |
| 1960/61                      | 12  | Bronzová medaile | M. Kříž           | Vecková-Blahoutová, Lódrová-Janďourková, Lundáková, Hegerová-Šuckrdlová, Myslíková-Stehnová, Sazimová, Edlová, Richterová, Tučková, H.Polívková, Holková, Svášková                                                               |
| 1961/62                      | 12  | 6.               | M. Kříž           | Richterová, Melicharová, Vecková-Blahoutová, Ordnungová-Lundáková, Křížová-Dobiášová, Sazimová, Myslíková-Stehnová, Edlová, Holková, Hegerová-Šuckrdlová, H.Polívková, E.Polívková                                               |
| 1962/63                      | 12  | Zlatá medaile    | M. Kříž           | Richterová, Melicharová, Vecková-Blahoutová, Sazimová, Myslíková-Stehnová, Edlová, Holková, Hegerová-Šuckrdlová, H.Polívková, E.Polívková, Loosová, Rottová, Turínská                                                            |
| 1963/64                      | 12  | Stříbrná medaile | M. Kříž           | Richterová, Melicharová, Vecková-Blahoutová, Sazimová, Myslíková-Stehnová, Edlová, Holková, H.Polívková, E.Polívková, Doležalová, Rottová                                                                                        |
| 1964/65                      | 12  | 4.               | Jiří Baumruk      | Richterová, Melicharová, Vecková-Blahoutová, Dolejší-Sazimová, Myslíková-Stehnová, Edlová, Holková, H.Polívková, E.Polívková, Doležalová, Rottová                                                                                |
| 1965/66                      | 11  | Zlatá medaile    | Zbyněk Kubín      | Melicharová, Richterová, Soukupová, Vecková-Blahoutová, Myslíková-Stehnová, Bednářová-Edlová, Holková, H.Polívková, E.Polívková, Doležalová, Rottová, Urbanová                                                                   |
| 1966/67                      | 10  | Zlatá medaile    | Zbyněk Kubín      | Melicharová, Richterová, Soukupová, Jarošová, Vecková-Blahoutová, Myslíková-Stehnová, Holková, H.Polívková, E.Polívková, Doležalová, Urbanová, Pav.Pavlíková, Pe.Pavlíčková, Rottová                                             |
| 1967/68                      | 10  | Zlatá medaile    | Zbyněk Kubín      | Melicharová, Richterová, Soukupová, Jarošová, Vecková-Blahoutová, Urbanová, Gregorová-Holková, Hana Polívková, Eva Polívková, Pav.Pavlíková, Rottová, Barochová-Martišová, Houfková                                              |
| 1968/69                      | 10  | Zlatá medaile    | Zbyněk Kubín      | Melicharová, Richterová, Soukupová, Jarošová, Gregorová-Holková, H.Polívková, E.Polívková, Rottová, Barochová-Martišová, Zoubková, Houfková, Babková, Kubecová                                                                   |
| 1969/70                      | 12  | Stříbrná medaile | Zbyněk Kubín      | Jarošová, Gregorová-Holková, Mar.Jirásková, Zahoříková-Soukupová, H.Polívková, E.Polívková, Zoubková, Houfková, Babková |
| 1970/71                      | 12  | Zlatá medaile    | Zbyněk Kubín      | Jarošová, Zahoříková-Soukupová, Gregorová-Holková, Mar.Jirásková, Kreuzová-Melicharová, H.Polívková, E.Polívková, Ptáčková, Zoubková, Babková, Mag. Jirásková, Kolínská                                                          |
| 1971/72                      | 12  | Zlatá medaile    | Zbyněk Kubín      | Jarošová, Mar.Jirásková, Mag. Jirásková-Houfková, Zahoříková-Soukupová, Gregorová-Holková, H.Polívková, E.Polívková, Ptáčková, Zoubková, Kolínská, Coufalová, Kotrbatá, Buchalová, Mejdová, Netrefová, Glaserová                 |
| 1972/73                      | 12  | Stříbrná medaile | Lubomír Dobrý     | Jarošová, Mar.Jirásková, Ptáčková, Mag. Jirásková-Houfková, Gregorová-Holková, E.Polívková, Doležalová-Zoubková, Kolínská, Coufalová, Kotrbatá, Reichová, Babková                                                                |
| 1973/74                      | 12  | Zlatá medaile    | Lubomír Dobrý     | Doušová-Jarošová, Ptáčková, Kořínková-Kolínská, Mar.Jirásková, Doležalová-Zoubková, Coufalová, Kotrbatá, Reichová, Bobková, Kopecká, Mejdová, Netrefová, Glaserová, Hojsáková, Kunová                                            |
| 1974/75                      | 12  | Zlatá medaile    | Lubomír Dobrý     | Doušová-Jarošová, Ptáčková, Kořínková-Kolínská, Mar.Jirásková, Doležalová-Zoubková, Kotrbatá, Reichová, Kopecká, Mejdová, Netrefová, Hojsáková, Chmelíková, Vítovcová, Bubeníková, Linártová                                     |
| 1975/76                      | 8   | Zlatá medaile    | Lubomír Dobrý     | Doušová-Jarošová, Ptáčková, Kořínková-Kolínská, Mar.Pechová-Jirásková, Kotrbatá, Kopecká, Hojsáková, Chmelíková, Vítovcová, Bubeníková, Linártová, Nováková                                                                      |
| 1976/77                      | 8   | Zlatá medaile    | Lubomír Dobrý     | Klimešová-Ptáčková, Doušová-Jarošová, Mar.Pechová-Jirásková, Kotrbatá, Kopecká, Třešňáková, Šilhavá-Reichová, Hojsáková, Chmelíková, Menclová, Bubeníková, Linártová, Nováková, Hlaváčová                                        |
| 1977/78                      | 8   | Zlatá medaile    | Lubomír Dobrý     | Klimešová-Ptáčková, Třešňáková, Kopecká, Peklová, Hojerová-Kotrbatá, Šilhavá-Reichová, Hojsáková, Chmelíková, Menclová, Bubeníková, Linártová, Nováková, Hlaváčová, Pokorná                                                      |
| 1978/79                      | 8   | Zlatá medaile    | Karel Herink      | Třešňáková, Kopecká, Peklová, Hojerová-Kotrbatá, Šilhavá-Reichová, Hojsáková, Tomsová, Chmelíková, Menclová, Bubeníková, Linártová, Z.Nováková, Hlaváčová, Ezrová                                                                |
| 1979/80                      | 8   | Zlatá medaile    | Karel Herink      | Třešňáková, Kopecká, Peklová, Hojsáková, Tomsová, Chmelíková, Menclová, Bubeníková, Hlaváčová, Pauchová, Klímová, Ezrová |
| 1980/81                      | 8   | Zlatá medaile    | Karel Herink      | Třešňáková, Weiserová-Kopecká, Klimešová-Ptáčková, Peklová, Hojsáková, Tomsová, Chmelíková, Menclová, Bubeníková, Hlaváčová, Pauchová, Klímová, Prettlová, Ezrová, Veselá                                                        |
| 1981/82                      | 8   | Stříbrná medaile | H.Ezrová P.Pajkrt | Třešňáková, Hlaváčová, Hojsáková, Menclová, Weiserová-Kopecká, Klimešová-Ptáčková, Peklová, Tomsová, Pauchová, Klímová, Miklášová, Prettlová, Kysilková                                                                          |
| 1982/83                      | 8   | Stříbrná medaile | Petr Pajkrt       | Hlaváčová, Hojsáková, Menclová, Kysilková, Valová, Peklová, Pauchová, Miklášová, Prettlová, Špačková, Záhumenská |
| 1983/84                      | 8   | Stříbrná medaile | Petr Pajkrt       | Hojsáková, Weiserová-Kopecká, Brziaková, Kalužáková, Peklová, Menclová, Kysilková, Valová, Prettlová, Hlaváčová, Pauchová, Miklášová, Záhumenská-Zitová                                                                          |
| 1984/85                      | 8   | Bronzová medaile | Petr Pajkrt       | Brziaková, Hojsáková, Kysilková, Valová, Weiserová-Kopecká, Kalužáková, Brůhová-Peklová, Stibůrková-Menclová, Prettlová, Kotrbatá-Hlaváčová, Pauchová, Miklášová, Záhumenská-Zitová, Špačková, Pilská, Šmolková, Neradová        |
| 1985/86                      | 8   | Zlatá medaile    | Petr Pajkrt       | Brziaková, Hojsáková, Kysilková, Valová, Kalužáková, Brůhová-Peklová, Stibůrková-Menclová, Prettlová, Pauchová, Špačková, Pilská, Šmolková, Neradová, Ziková, Licehamrová                                                        |
| 1986/87                      | 8   | Zlatá medaile    | Ludvík Růžička    | Brziaková, Kysilková, Valová, Kalužáková, Brůhová-Peklová, Prettlová, Šulcová-Pauchová, Weiserová-Kopecká, Záhumenská-Zitová, Pilská, Šmolková, Ziková, Licehamrová, Gorgolová, Suchá, Bruchalová, Hartmanová, Šrajtová, Witková |
| 1987/88                      | 10  | Bronzová medaile | Ludvík Růžička    | Brziaková, Kysilková, Valová, Kalužáková, Brůhová-Peklová, Prettlová, Šmolková, Weiserová-Kopecká, Záhumenská-Zitová,Ziková, Fidlerová, Licehamrová, Bruchalová, Hartmanová, Šrajtová, Witková                                   |
| 1988/89                      | 10  | Bronzová medaile | Ludvík Růžička    | Brziaková, Kysilková, Valová, Kalužáková, Brůhová-Peklová, Prettlová, Šmolková, Liptáková-Zitová, Fidlerová, Licehamrová, Hartmanová, Demeterová, M.Hájková, Kreuzová                                                            |
| 1989/90                      | 10  | 5.               | Ludvík Růžička    | Brziaková, Faifrová-Kysilková, Valová, Kalužáková, Brůhová-Peklová, Petrželová-Prettlová, Šmolková, Nikodýmová, Kreuzová, Licehamrová, Hartmanová, Demeterová, M.Hájková, Suková, Romsyová                                       |
| 1990/91                      | 12  | Stříbrná medaile | Lubor Blažek      | Valová, Blažková-Kalužáková, Hartmanová, Petrželová-Prettlová, Liptáková-Zitová, Primusová, Klečková, Nikodýmová, Demeterová, M.Hájková, Suková, Romsyová, Javorská                                                              |
| 1991/92                      | 12  | 5.               | Lubor Blažek      | Valová, Liptáková-Zitová, Baťulková, Primusová, Klečková, Dufková, M.Hájková, Suková, Romsyová, Javorská, Šůrová, Veverková, Palkovská                                                                                           |
| 1992                         | 14  | 12.              | Milena Jindrová   | Eva Pelikánová-Antoniková, Klečková, Liptáková-Zitová, Dufková, M.Hájková, Palkovská, Tučková, Javorská. Dvořáková, Voníšková, Adamová, Hradilová, Hášelová                                                                      |

### Česká nejvyšší ženská liga 1993–2009
Zdroj: 
Legenda: ZČ – základní část, červené podbarvení – sestup, zelené podbarvení – postup, fialové podbarvení – reorganizace, změna skupiny či soutěže
| Česko (1993 – 2009) |     |     |                | |
| sezóna              | úč. | um. | trenér         | hráčky, počet bodů / počet ligových utkání |
| 1993/94             | 10  | 4.  |                | |
| 1994/95             | 10  | 7.  |                | |
| 1995/96             | 10  | 4.  |                | (pozn.: odhlášení ze soutěže) |
| 1996/97             | 10  |     |                | |
| 1997/98             | 10  | 10. |                | (pozn.: sestup) |
| 1998/99             | 10  |     |                | |
| 1999/00             | 9   | 8.  |                | (pozn.: Sparta působila pod názvem BK Mottl Glass Praha) |
| 2000/01             | 8   | 7.  | Ant. Fejk      | Linda Tesaříková 414/26, Jana Veselá 336/24, Helena Adamová 250/26, Zuzana Melicharová 179/26, Milena Choutková 143/23, Irena Špirková 99/12, Erin Renee Olson 68/23, Lenka Štefková 66/18, Kateřina Fránová 47/13, Helena Šafaříková 36/6, Kristýna Hönschová 34/24, Romana Krejčí 26/7, Vladimíra Rácová 25/8, Martina Janiuková 17/12, Radka Zámostná 12/6, Lucie Luxová 5/2, celkem 1770 bodů /26 zápasů                                            |
| 2001/02             | 8   | 6.  | Ant. Fejk      | Linda Tesaříková 516/28, Irena Špirková 306/28, Lucie Husáková 281/27, Darina Mišurová 196/26, Helena Adamová 173/26, Zuzana Melicharová 171/28, Milena Choutková 154/25, Milena Steffanová 152/22, Erin Renee Olson 75/25, Jana Draslarová 58/20, Lucie Kysilková 47/24, Miroslava Hamouzová 27/14, celkem 2179 bodů /28 zápasů |
| 2002/03             | 8   | 6.  | Vladimír Heger | Milena Steffanová 412/30, Linda Tesaříková 324/28, Zuzana Melicharová 239/30, Lucie Husáková 234/29, Irena Špirková 217/27, Darina Mišurová 194/28, Jana Vokřínková 153/27, Milena Choutková 111/22, Kateřina Fránová 55/21, Lucie Kysilková 41/17, Kristýna Hönschová 34/21, Iva Peklová 16/7, Jana Nováková 12/7, Tereza Hřebíková 11/10, Helena Adamová 3/2, celkem 2055 bodů /30 zápasů                                                             |
| 2003/04             | 8   | 7.  | Petr Fejk      | Milena Steffanová 355/23, Václava Vojtová 249/17, Darina Mišurová 241/23, Lucie Kysilková 193/24, Irena Špirková 148/22, Iva Peklová 107/16, Jana Vokřínková 106/18, Lucie Husáková 89/15, Zuzana Melicharová 79/22, Tereza Pecková 50/14, Jana Nováková 39/11, I. Komžíková 28/9, Tereza Hřebíková 27/17, Kristýna Hönschová 0/5, celkem 1711 bodů /24 zápasů                                                                                          |
| 2004/05             | 10  | 4.  | Petr Fejk      | J. Straton 591/34, Milena Steffanová 573/35, Darina Mišurová 412/36, Václava Vojtová 343/26, Irena Špirková 302/35, Lucie Kysilková 222/36, Iva Peklová 115/30, Tereza Pecková 111/25, Zuzana Kecová 73/16, K. Kreuzová 52/18, I. Komžíková 46/23, Jana Nováková 39/17, E. Rosenbergová 11/12, Dagmar Hniličková 10/18, L. Andrýsková 2/8, V. Nováková 1/1, M. Husníková 0/2, celkem 2901 bodů /36 zápasů                                               |
| 2005/06             | 10  | 4.  | Petr Fejk      | Darina Mišurová 553/31, Martina Pechová 423/32, Anna Sýkorová 253/30, Lucie Kysilková 233/27, Katarína Hrabáková 184/34, Iva Peklová 136/31, Zuzana Kecová 126/32, Tereza Vorlová 103/27, Dagmar Hniličková 5/7, V. Nováková 9/11, Martina Knotková 66/31, Erin Olson 30/7, Pavlína Chudárková 23/10, Michaela Jeřábková 2/5, Jana Šišláková 12/18, Anita Turáková 10/4, K. Pivná 0/1, celkem 2168 bodů /34 zápasů                                      |
| 2006/07             | 10  | 6.  | Erin Olson     | Martina Pechová 381/30, Katarína Hrabáková 339/25, Anna Sýkorová 247/30, Jitka Musilová 218/15, Lucie Kysilková 218/25, Malgorzata Morka 167/30, Jitka Peterková 148/30, Iva Peklová 135/28, Maxann De Adriah Reese 123/8, Zuzana Kecová 90/17, Tereza Vorlová 77/27, Dagmar Hniličková 0/2, V. Nováková 10/5, Martina Knotková 6/6, Erin Olson 85/16, Pavlína Chudárková 3/7, Michaela Jeřábková 2/2, celkem 2249 bodů /30 zápasů                      |
| 2007/08             | 10  | 6.  | Erin Olson     | Nicol Zoe Louden 611/31, Malgorzata Fejková-Morka 266/30, Martina Pechová 264/31, Katarína Hrabáková 239/18, Zuzana Kecová 218/29, Kateřina Váchová 180/27, Aneta Obrusníková 158/24, Dominika Běhalová 131/24, Anna Sýkorová 106/17, Veronika Nováková 63/22, K. Novotná 50/13, Pavlína Chudárková 31/12, Angelika Miszkiel 30/11, Adéla Dlouhá 28/14, Martina Hrabaňová 14/6, K. Sokolová K. 0/2, Dagmar Hniličková 0/3, celkem 2389 bodů / 31 zápasů |
| 2008/09             | 10  | 6.  | Erin Olson     | Rebecca Hariss 628/37, Zuzana Ondřejová 412/28, Katarína Hrabáková 364/35, Zuzana Kecová 282/36, Malgorzata Fejková-Morka 165/31, Alena Sopirjáková 163/34, Michaela Drachovská 135/28, Dominika Běhalová 81/11, Aneta Obrusníková 78/22, Kateřina Váchová 71/29, A. Vacková 60/13, Anna Sýkorová 47/11, Adéla Dlouhá 21/14, M. Muchová 8/7, Martina Hrabaňová 0/2, celkem 25185 bodů / 37 zápasů                                                       |

### České soutěže od roku 2009
Zdroj: 
Legenda: ZČ – základní část, červené podbarvení – sestup, zelené podbarvení – postup, fialové podbarvení – reorganizace, změna skupiny či soutěže
| Česko (2009 – ) |                  |           |                 |           |                                           |
| Sezóna          | Název v ročníku  | Úroveň    | Soutěž          | ZČ        | Play-off                                  |
| 2009/10         | BLC Sparta Praha | 2. úroveň | 1. liga         | 8. místo  | Semifinále                                |
| 2010/11         | BLC Sparta Praha | 2. úroveň | 1. liga         | 6. místo  | Čtvrtfinále                               |
| 2011/12         | BLC Sparta Praha | 2. úroveň | 1. liga         | 5. místo  | Semifinále; baráž o ŽBL (3. místo)        |
| 2012/13         | BLC Sparta Praha | 2. úroveň | 1. liga         | 1. místo  | Semifinále                                |
| 2013/14         | BLC Sparta Praha | 2. úroveň | 1. liga         | 9. místo  | Play-out (2. místo)                       |
| 2014/15         | BLC Sparta Praha | 2. úroveň | 1. liga         | 5. místo  | Čtvrtfinále                               |
| 2015/16         | BLC Sparta Praha | 3. úroveň | 2. liga – sk. A | 5. místo  | Skupina A2 (6. místo)                     |
| 2016/17         | BLC Sparta Praha | 3. úroveň | 2. liga – sk. A | 1. místo  | Finálová skupina (1. místo)               |
| 2017/18         | BLC Sparta Praha | 2. úroveň | 1. liga         | 11. místo | Play-out (3. místo); odhlášení ze soutěže |
| 2018/19         | BLC Sparta Praha | 4. úroveň | Pražský přebor  |           |                                           |